# 地の果てより発つ
「地の果てより発つ」（ちのはてよりたつ）は、日本のネオアコ・バンドである b-flower の 9th シングルで、シングルとしては最後のリリースでもある（2010年現在）。1998年1月28日に東芝EMIより発売。

## 収録曲
1. 地の果てより発つ (4:05)
  - 作詞・作曲／八野英史、編曲／b-flower
  - 7th アルバム『b-flower』からの 3rd シングルカット。
  - 「ほのぼのとうららかな春の日のように軽やかなメロディに、息吹を吹き込むようなギター・サウンド、そしてそこに微笑む少年のような歌声で歌われる言葉が、じっくり聴くとかなり意外ではっとなる。《延々と闘争の日々にあって／世の末を憂いながら／風を追える　虹に触れる　翼を得るまで》《唯一無二　僕は僕のままで／孤高で行くんだよ》ーーー。b-flower、来春のアルバムに向けてのシングル・シリーズ第三弾はこのところの彼らが得た、生きていく上でどうしたってつきあたる壁の厚さ重さを受け止めた上での明るさと強さに満ちている」（ROCKIN'ON JAPAN ）[1]
2. ヒバリが鳴く頃に(4:08)
  - 作詞・作曲／八野英史、編曲／b-flower
  - どのアルバムにも入っていない数曲のひとつ。
3. 地の果てより発つ [Snow Bell Version](4:06)

## 備考
- 2010年現在、廃盤。